# Туа
Туа са пигмейски народ. Те са ниски на ръст и са най-старите известни обитатели на района на Големите езера в Централна Африка, който сега обхваща държавите Руанда, Бурунди и Демократична република Конго. Познати са също и като батуа.
Когато банту народът хуту пристига в района, той покорява туа. По-късно, около 15 век, вероятно от Етиопия пристигат тутси (смятани също за банту народ) и покоряват както туа, така и хуту. Туа говорят същия език като хуту и тутси – киняруанда. В продължение на няколкостотин години туа са незначително малцинство (понастоящем 1% в Руанда и Бурунди) и имат много малка политическа роля. Те често са игнорирани в обсъжданията на конфликта между хуту и тутси, който достига връхната си точка в геноцида в Руанда през 1994 г.